# 6 Ore di Spa-Francorchamps
La 6 Ore di Spa-Francorchamps (chiamata fino al 2010 1000 km di Spa-Francorchamps) è una gara di durata riservata a vetture Sport Prototipo e Gran Turismo disputata sul Circuito di Spa-Francorchamps in Belgio, un tempo valida come prova del Campionato del mondo sportprototipi, attualmente è inserita nel calendario del Campionato del Mondo Endurance FIA (WEC).

## Storia
La 24 Ore di Spa è stata introdotta nel 1924, e le altre gare seguirono. Come per le gare che si disputano sul Nürburgring, si corrono sia la 24 ore per le auto da turismo, sia la 1000 km per i prototipi. Inizialmente entrò a far parte del Campionato Mondiale Sportprototipi nel 1963 come 500 km di Spa. Dal 1966, diventò 1000 km, come per le altre due gare importanti del campionato: la 1000 km del Nürburgring e la 1000 km di Monza.

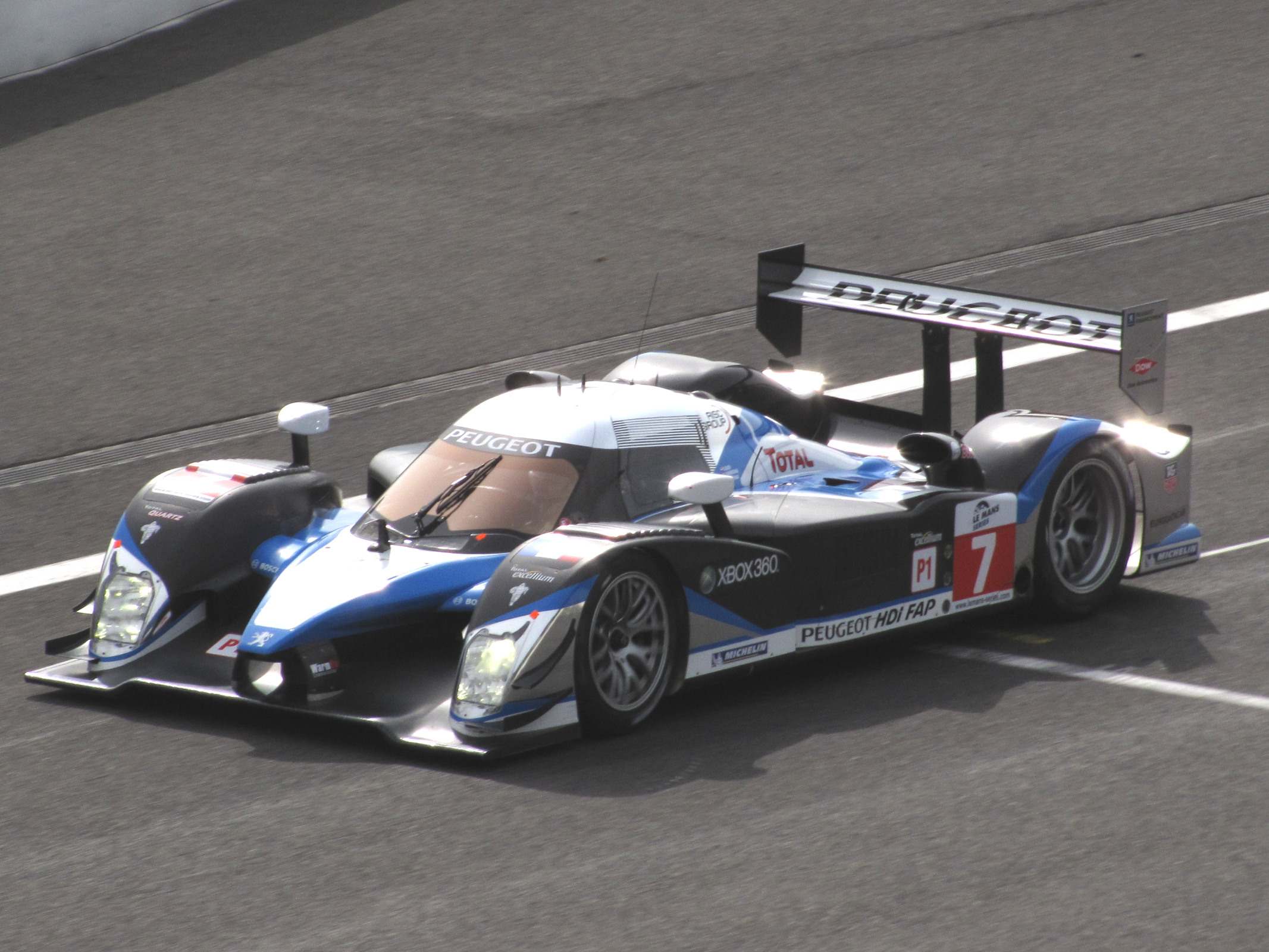
La Peugeot 908 #7 vincitrice dell'edizione 2009

Fino al 1975 questa competizione veniva disputata su un tracciato di 14,120 km di lunghezza che comprendeva anche porzioni di strade pubbliche. Dopo l'edizione del 1975, la 1000 km di Spa non venne disputata per 6 anni, fu ripresa nel 1982 dopo che la pista fu resa più sicura accorciando il tracciato di 7 km per ragioni di sicurezza.
Nel 1989 e 1990, la corsa fu nuovamente abbassata a 480 km di distanza. Con il declino del Campionato Mondiale Sportprototipi e la sua seguente soppressione, la "1000 km" non fu più disputata a partire dal 1991.
Nel 2003, la 1000 km è stata di nuovo disputata inserita prima nel Campionato FIA Sportscar. Nel 2004 ha fatto parte del Campionato Le Mans Series (LMS) e nel 2011 ha fatto parte anche della Intercontinental Le Mans Cup. Dal 2012 la gara fa parte del Campionato del Mondo Endurance FIA (WEC).

## Vincitori
| Anno                                  | Piloti                                                | Team                                 | Auto                                    | Tempo                                | Campionato                                       |
| distanza 500 km, circuito di 14,1 km  | distanza 500 km, circuito di 14,1 km                  | distanza 500 km, circuito di 14,1 km | distanza 500 km, circuito di 14,1 km    | distanza 500 km, circuito di 14,1 km | distanza 500 km, circuito di 14,1 km             |
| ------------------------------------- | ----------------------------------------------------- | ------------------------------------ | --------------------------------------- | ------------------------------------ | ------------------------------------------------ |
| 1963                                  | Willy Mairesse                                        | Ecurie Nationale Belge               | Ferrari 250 GTO                         | 2:38:40:800                          | Campionato del mondo sportprototipi              |
| 1964                                  | Mike Parkes                                           | Maranello Concessionaires            | Ferrari 250 GTO                         | 2:32:05.200                          | Campionato Mondiale Sportprototipi               |
| 1965                                  | Willy Mairesse                                        | Ecurie Francorchamps                 | Ferrari 250 LM                          | 2:29:45.700                          | Campionato mondiale sportprototipi               |
| distanza 1000 km, circuito di 14,1 km |                                                       |                                      |                                         |                                      |                                                  |
| 1966                                  | Mike Parkes Ludovico Scarfiotti                       | SpA Ferrari SEFAC                    | Ferrari 330 P3                          | 4:43:24.000                          | Campionato mondiale sportprototipi               |
| 1967                                  | Dick Thompson Jacky Ickx                              | J.W. Automotive Engineering Ltd.     | Mirage M1-Ford                          | 5:09:46.500                          | Campionato mondiale sportprototipi               |
| 1968                                  | Brian Redman Jacky Ickx                               | J.W. Automotive Engineering Ltd.     | Ford GT40 Mk.I                          | 5:05:19:300                          | Campionato mondiale sportprototipi               |
| 1969                                  | Brian Redman Jo Siffert                               | Porsche System Engineering           | Porsche 908LH                           | 4:24:19.600                          | Campionato mondiale sportprototipi               |
| 1970                                  | Brian Redman Jo Siffert                               | J.W. Automotive Engineering Ltd.     | Porsche 917K                            | 4:09:47.800                          | Campionato mondiale sportprototipi               |
| 1971                                  | Jackie Oliver Pedro Rodríguez                         | J.W. Automotive Engineering Ltd.     | Porsche 917K                            | 4:01:09.700                          | Campionato mondiale sportprototipi               |
| 1972                                  | Brian Redman Arturo Merzario                          | SpA Ferrari SEFAC                    | Ferrari 312 PB                          | 4:17:19.100                          | Campionato mondiale sportprototipi               |
| 1973                                  | Derek Bell Mike Hailwood                              | Gulf Research Racing Company         | Mirage M6-Ford                          | 4:05:43.500                          | Campionato mondiale sportprototipi               |
| 1974                                  | Jacky Ickx Jean-Pierre Jarier                         | Équipe Gitanes                       | Matra-SIMCA MS670C                      | 4:12:15.600                          | Campionato mondiale sportprototipi               |
| 1975                                  | Henri Pescarolo Derek Bell                            | Willi Kauhsen Racing Team            | Alfa Romeo 33TT12                       | 3:32:58.400                          | Campionato mondiale sportprototipi               |
| 1976 a 1981                           | Non disputata                                         | Non disputata                        | Non disputata                           | Non disputata                        | Non disputata                                    |
| distanza 1000 km, circuito di 7,0 km  |                                                       |                                      |                                         |                                      |                                                  |
| 1982                                  | Jacky Ickx Jochen Mass                                | Rothmans Porsche                     | Porsche 956                             | 6:06:04.140                          | Campionato mondiale sportprototipi               |
| 1983                                  | Jacky Ickx Jochen Mass                                | Rothmans Porsche                     | Porsche 956                             | 5:44:33.520                          | Campionato mondiale sportprototipi               |
| 1984                                  | Stefan Bellof Derek Bell                              | Rothmans Porsche                     | Porsche 956B                            | 5:53:17.190                          | Campionato mondiale sportprototipi               |
| 1985                                  | Bob Wollek Mauro Baldi Riccardo Patrese               | Martini Racing                       | Lancia LC2                              | 5:00:23.420                          | Campionato mondiale sportprototipi               |
| 1986                                  | Thierry Boutsen Frank Jelinski                        | Brun Motorsport                      | Porsche 962C                            | 5:35:54.540                          | Campionato mondiale sportprototipi               |
| 1987                                  | Martin Brundle Johnny Dumfries Raul Boesel            | Silk Cut Jaguar                      | Jaguar XJR-8                            | 6:00:16.180                          | Campionato mondiale sportprototipi               |
| 1988                                  | Mauro Baldi Stefan Johansson                          | Team Sauber Mercedes                 | Sauber C9 Mercedes                      | 6:01:34.230                          | Campionato mondiale sportprototipi               |
| distanza 480 km, circuito di 7,0 km   |                                                       |                                      |                                         |                                      |                                                  |
| 1989                                  | Mauro Baldi Kenny Acheson                             | Team Sauber Mercedes                 | Sauber C9 Mercedes                      | 2:39:16.453                          | Campionato mondiale sportprototipi               |
| 1990                                  | Jochen Mass Karl Wendlinger                           | Team Sauber Mercedes                 | Mercedes-Benz C11                       | 2:42:54.880                          | Campionato mondiale sportprototipi               |
| 1991 a 2002                           | Non disputata                                         | Non disputata                        | Non disputata                           | Non disputata                        | Non disputata                                    |
| distanza 1000 km, circuito di 7,0 km  |                                                       |                                      |                                         |                                      |                                                  |
| 2003                                  | Tom Kristensen Seiji Ara                              | Audi Sport Japan                     | Audi R8                                 | 5:47:50.209 (144 giri)               | Campionato FIA Sportscar British GT Championship |
| 2004                                  | Johnny Herbert Jamie Davies                           | Audi Sport UK Veloqx                 | Audi R8                                 | 5:58:55.262 (144 giri)               | Le Mans Series                                   |
| 2005                                  | John Nielsen Casper Elgaard Hayanari Shimoda          | Zytek Motorsport                     | Zytek 04S                               | 6:00:48.389 (132 giri)               | Le Mans Series                                   |
| 2006                                  | Emmanuel Collard Jean-Christophe Boullion             | Pescarolo Sport                      | Pescarolo C60 Judd                      | 6:01:06.782 (134 giri)               | Le Mans Series                                   |
| 2007                                  | Stéphane Sarrazin Pedro Lamy                          | Team Peugeot Total                   | Peugeot 908 HDi FAP                     | 5:47:47.313 (143 giri)               | Le Mans Series                                   |
| 2008                                  | Nicolas Minassian Marc Gené Jacques Villeneuve        | Team Peugeot Total                   | Peugeot 908 HDi FAP                     | 5:17:48.566 (143 giri)               | Le Mans Series                                   |
| 2009                                  | Nicolas Minassian Simon Pagenaud Christian Klien      | Team Peugeot Total                   | Peugeot 908 HDi FAP                     | 5:45:35.429 (143 giri)               | Le Mans Series                                   |
| distanza 6 h, circuito di 7,0 km      |                                                       |                                      |                                         |                                      |                                                  |
| 2010                                  | Sébastien Bourdais Simon Pagenaud Pedro Lamy          | Team Peugeot Total                   | Peugeot 908 HDi FAP                     | 6:00:39.012 (139 giri)               | Le Mans Series                                   |
| 2011                                  | Alexander Wurz Marc Gené Anthony Davidson             | Team Peugeot Total                   | Peugeot 908                             | 6:00:00.000 (161 giri)               | Le Mans Series Intercontinental Le Mans Cup      |
| 2012                                  | Romain Dumas Loïc Duval Marc Gené                     | Audi Sport Team Joest                | Audi R18 ultra                          | 6:00:22.708 (160 giri)               | Campionato del mondo endurance                   |
| 2013                                  | André Lotterer Benoît Tréluyer Marcel Fässler         | Audi Sport Team Joest                | Audi R18 e-tron quattro (Diesel ibrido) | 6:00:55.971 (168 giri)               | Campionato del mondo endurance                   |
| 2014                                  | Sébastien Buemi Anthony Davidson Nicolas Lapierre     | Toyota Racing                        | Toyota TS040 Hybrid                     | 6:01:31.675 (171 giri)               | Campionato del mondo endurance                   |
| 2015                                  | Benoît Tréluyer André Lotterer Marcel Fässler         | Audi Sport Team Joest                | Audi R18 e-tron quattro (Diesel ibrido) | 6:01:08.896 (176 giri)               | Campionato del mondo endurance                   |
| 2016                                  | Loïc Duval Oliver Jarvis Lucas Di Grassi              | Audi Sport Team Joest                | Audi R18 e-tron quattro (Diesel ibrido) | 6:00:32.112 (160 giri)               | Campionato del mondo endurance                   |
| 2017                                  | Sébastien Buemi Kazuki Nakajima Anthony Davidson      | Toyota Gazoo Racing                  | Toyota TS050 Hybrid                     | 6:00:11.490 (173 giri)               | Campionato del mondo endurance                   |
| 2018                                  | Fernando Alonso Sébastien Buemi Kazuki Nakajima       | Toyota Gazoo Racing                  | Toyota TS050 Hybrid                     | 6:00:50.702 (163 giri)               | Campionato del mondo endurance                   |
| 2019                                  | Fernando Alonso Sébastien Buemi Kazuki Nakajima       | Toyota Gazoo Racing                  | Toyota TS050 Hybrid                     | 5:44:41.101 (133 giri)               | Campionato del mondo endurance                   |
| 2020                                  | Mike Conway Kamui Kobayashi José María López          | Toyota Gazoo Racing                  | Toyota TS050 Hybrid                     | 6:00:02.534 (143 giri)               | Campionato del mondo endurance                   |
| 2021                                  | Sébastien Buemi Brendon Hartley Kazuki Nakajima       | Toyota Gazoo Racing                  | Toyota GR010 Hybrid                     | 6:00:17.733 (162 giri)               | Campionato del mondo endurance                   |
| 2022                                  | José María López Mike Conway Kamui Kobayashi          | Toyota Gazoo Racing                  | Toyota GR010 Hybrid                     | 6:00:31.052 (103 giri)               | Campionato del mondo endurance                   |
| 2023                                  | José María López Mike Conway Kamui Kobayashi          | Toyota Gazoo Racing                  | Toyota GR010 Hybrid                     | 6:00:24.798 (148 giri)               | Campionato del mondo endurance                   |
| 2024                                  | Callum Ilott Will Stevens                             | Hertz Team Jota                      | Porsche 963                             | 5:57:31.542 (141 giri)               | Campionato del mondo endurance                   |
| 2025                                  | James Calado Antonio Giovinazzi Alessandro Pier Guidi | Ferrari AF Corse                     | Ferrari 499P                            | 6:01:07.299 (150 giri)               | Campionato del mondo endurance                   |